# Mediawan
Mediawan es un grupo de comunicación francés vinculado al sector audiovisual. Fue fundado en 2015 y su actividad está repartida en cuatro divisiones: Mediawan Originals (producción de contenidos), Mediawan Animation (animación), Mediawan Rights (distribución audiovisual) y Mediawan Thematics (canales de televisión de pago).

## Historia
Mediawan fue fundado en diciembre de 2015 por tres empresarios franceses: el productor Pierre-Antoine Capton y los inversores Xavier Niel y Matthieu Pigasse, ambos accionistas de Groupe Le Monde. El consorcio fue constituido como una empresa de propósito adquisitivo especial («SPAC», por sus siglas en inglés) dedicado a comprar activos del sector audiovisual. La sociedad salió a bolsa en abril de 2016 como la primera SPAC del Euronext Paris y la más grande de Europa hasta la fecha, con un capital inicial de 250 millones de euros.
A comienzos de 2017 se hizo con el control de Groupe AB, uno de los mayores grupos audiovisuales de Francia, por 280 millones de euros. La operación supuso la entrada en la junta de accionistas de Claude Berda, cofundador de la entidad absorbida. Un año más tarde Mediawan se había convertido en accionista mayoritario de una decena de productoras francesas, entre ellas la filial de televisión de EuropaCorp (renombrada Storia Télévision) y el estudio ON Entertainment.
El grupo se expandió a nivel internacional en 2019 con la compra de la productora italiana Palomar, así como la firma de acuerdos de distribución con creadoras independientes como la española Good Mood (fundada por Daniel Écija) y la alemana Leonine, en las que ha terminado formando parte del accionariado. En junio de 2020 adquirió el grupo francés Lagardère Studios —propietario de Boomerang TV entre otras productoras— por 100 millones de euros.

## Divisiones
Desde septiembre de 2018, el grupo ha reordenado su actividad en cuatro divisiones:

### Mediawan Originals
Filial dedicada a la producción de programas, cine y documentales, tanto en televisión en abierto como en televisión por suscripción. Actualmente agrupa las más de 25 productoras en las que participa como accionista, entre ellas Storia Télévision (Les Rivières pourpres, Infidèle), CC&C (documentales), la italiana Palomar (Comisario Montalbano, El nombre de la rosa) y la española Good Mood (La valla). Además gestiona una amplia biblioteca mediante acuerdos con creadores independientes europeos.
Desde julio de 2020 el grupo tiene una marca para las series de producción propia, Mediawan Studio.

### Mediawan Animation
La empresa es máxima accionista de ON Entertainment y su filial de animación ON Kids, fundada y dirigida por Aton Soumache. Entre las obras más destacadas de su catálogo se encuentran las películas Mune: El guardián de la luna, El principito y Playmobil, además de la serie Miraculous: las aventuras de Ladybug. En 2019 llegó a un acuerdo con el dibujante Joann Sfar para crear un nuevo estudio basado en su obra, Joann Sfar’s Magical Society.

### Mediawan Rights
Filial centrada en la distribución y venta de derechos televisivos, en su mayor parte heredados de Groupe AB. La empresa asegura contar con el mayor catálogo de series francófonas en Europa.

### Mediawan Thematics
La filial Mediawan Thematics gestiona 17 canales temáticos de televisión, de los cuales quince son por suscripción para el mercado francófono (entre ellos RTL9 y AB1) y dos son en señal abierta para Bélgica. Tiene su origen en el antiguo Groupe AB, fundado en 1977 por Jean-Luc Azoulay y Claude Berda como una distribuidora independiente de programas y series de animación.

## Accionistas
Según el informe financiero anual de 2019, el accionariado de Mediawan se reparte de la siguiente forma:
1. Sycomore Asset Management (18,70%)
2. Mutuelle d'assurances du corps de santé français (8,05%)
3. Pierre-Antoine Capton (6,74%)
4. Xavier Niel (6,74%)
5. Matthieu Pigasse (6,74%)
6. BFT Investment Managers (6,25%)
7. Pelham Capital (5,32%)
8. Arrowgrass Capital Partners (4,55%)
9. La Financière de l'Echiquier (2.03%)
10. CPR Asset Management (2,00%)

La mayor parte del accionariado está compuesto por los tres socios fundadores —Capton, Niel y Pigasse— y por fondos de inversión franceses.